# Agrostis prorepens
Agrostis prorepens é uma espécie de gramínea do gênero Agrostis, pertencente à família Poaceae.